# 𐤁
La bet o bēt (𐤁) es la segunda letra del alfabeto fenicio. Representaba el sonido obstruyente, bilabial y sonoro transliterado como /b/, aunque en neopúnico también podía representar la variante fricativa /v/. De esta letra derivan la beth siríaca (ܒ), la bet hebrea (ב), la bāʾ árabe (ب), la beta griega (Β), la B latina y las Б y В cirílicas.

En fonética la bet representa el sonido /b/. En hebreo israelí moderno, siríaco y fenicio al principio de la palabra se pronuncia como /b/, en cambio en el medio o final de la palabra se pronuncia como /β/. 

## Origen
El vocablo protosemítico *bayt- significaba «casa» y sigue conservando dicho significado en muchas lenguas semíticas (hebreo בית, «bayiṯ»; árabe بَيْت, «bayt»; acadio «bītu, bētu»; etc.). La grafía en sí parece haber derivado a mediados de la Edad de Bronce, por acrofonía, del dibujo de una casa. Es posible que se utilizara en numeración para representar el valor 2, aunque este uso solo está atestiguado en unas monedas alejandrinas de Sidón. La letra fenicia 𐤁 (bēt) deriva de uno de los jeroglíficos egipcios que representa una casa i dio lugar a la beta griega (Β), B latina y В y Б cirílica.
| egipcio | protosinaítico | fenicio |
| ------- | -------------- | ------- |
| 𓉐       |                | 𐤁       |

### Correspondencia egipcia
Cuando este jeroglífico es un fonograma se pronuncia como /b/. En cambio cuando es un ideograma, representa sitio y situación (Gardiner D58).
| D58 |

| D58 |

### Evolución
| Fenicio | Púnico | Arameo   | Arameo  | Arameo | Arameo    |
| Fenicio | Púnico | Imperial | Nabateo | Hatreo | Palmireno |
| ------- | ------ | -------- | ------- | ------ | --------- |
|         |        |          |         |        |           |

## Descendientes

### Alfabeto árabe
En alfabeto árabe esta letra se llama الباء [al'baːʔ]. Es la segunda letra del alfabeto árabe (también segunda y con un valor de 2 en el orden abyad). Es una letra lunar. Proviene, por vía de los alfabetos nabateo y arameo, de la letra fenicia bēt.
Debido a que en el alfabeto árabe no existe una letra para el sonido /p/, ya que la pe fenicia (𐤐) evolucionó a /f/, la letra árabe ba se usa para transcribir palabras que en otros idiomas utilizan el sonido de /p/, como en el caso del topónimo Perú, que en árabe es escrito بيرو [biːruː]. Los persas crearon una variante con tres puntos para representar este sonido, ﭖ. Esta letra es utilizada en algunas partes de Asia, pero no en los países árabes.

### Alfabeto hebreo
En hebreo se escribe como ב, nombre completo en hebreo és בֵּית que se transcribe como vet, ya que su pronunciación moderna es labiodental y no bilabial.

### Alfabeto siríaco
| Madnḫaya | Serṭo | Esṭrangela | Unicode |
| -------- | ----- | ---------- | ------- |
|          |       |            | ܒ       |
| Bet      | Bet   | Bet        | Bēṯ     |

En alfabeto siríaco, la segunda letra es ܒ (en siríaco clásico: ܒܝܼܬ - bēṯ). Cuando la bet está unida al comienzo de una palabra, representa la preposición 'a, con, de'. El valor numérico de la bēṯ es 2. Proviene, por vía del alfabeto arameo de la lletra fenicia bēt.
Fonética
| Al principio de la palabra | Al final o en medio de la palabra |
| -------------------------- | --------------------------------- |
| B                          | β                                 |

Es una de las seis letras que representan dos sonidos asociados (las otras letres son Guímel, Dálet, Kaf, Pe y Taw. Cuando la bēṯ está al principio de la palabra, o cuánto está en medio de la palabra pero después de una consonante, se pronuncia como /b/. En cambio en cuanto está en medio o al final de la palabra, o va después de una vocal se pronuncia como /β/.

## En otros alfabetos
| Arameo   | Siríaco | Samarità | Ugarítico | Fenicio |
| -------- | ------- | -------- | --------- | ------- |
| 𐡁        | ܒ       | ࠁ        | 𐎁         | 𐤁       |
| Yemenita | Etíope  | Árabe    | Hebreo    |         |
| 𐩨        | በ       | ب        | ב         |         |